# مدرسة فيكتوريا الملونة
تم تسمية مدرسة إف دبليو جروس الثانوية (بالإنجليزية: F. W. Gross High School)‏ تحت اسم مدرسة فيكتوريا الملونة (بالإنجليزية: Victoria Colored School)‏ في 2 يناير 1936، في مقاطعة فيكتوريا بولاية تكساس، الولايات المتحدة. تم بناؤها في عام 1901 بترخيص من مجلس المدرسة الحديث الذي تم انتخابه حديثًا. اختارت مقاطعة فيكتوريا لمدرسة الأحياء الفردية، التي تأسست في عام 1898، تصميمًا للمهندس المعماري جولز ليفلاند للمدرسة الثانوية الثانية في المنطقة، وهي مدرسة منفصلة للطلاب "الملونين". تم بناء المدرسة الملونة على شارع كونفنت 702 شرقًا، في منطقة دايموند هيل في فيكتوريا، التي استوطنها الأحرار بعد الحرب الأهلية الأمريكية. كانت المبنى بجوار مدرسة الأحرار (التي تم بناؤها في عام 1868 من قبل مكتب الأحرار في مقاطعة غولياد)، وتم تحويلها إلى سكن لمعلمي المدرسة الملونة.

## خلفية
كانت العبودية غير قانونية في تكساس في عهد المكسيك، ولكن في عام 1836، مع إقامة جمهورية تكساس، تم تشريع العبودية. للمرة الأولى، أصبح زراعة القطن في منطقة فيكتوريا مربحة. أثارت الأراضي الرعوية المستوية والخصبة والمروية جيدًا في جميع أنحاء تكساس اهتمام مزارعي القطن في جنوب شرق الولاية. بدأوا في الهجرة إلى فيكتوريا، عبر موانئ إنديانولا ولينفيل، شراء الأراضي وجلب العبيد معهم للعمل في الحقول.
لعبت فيكتوريا دورًا في تشكيلة الكونفدرالية. تم حجب الموانئ الكونفدرالية من قبل قوات الاتحاد. وضعت إدارة الكونفدرالية في إقليم ترانس-ميسيسيبي خط إمداد، طريق القطن، الذي نقل القطن عبر البر، عبر تكساس، إلى ماتاموروس في المكسيك. هناك، كان يتم تبادل القطن مقابل الإمدادات.
وبعد خمسة وعشرين عامًا من تشريع الرق، عند اندلاع الحرب الأهلية، كان عدد العبيد يفوق نصف سكان مقاطعة فيكتوريا. تجاوز تدفق الجنوبيين تدفق المهاجرين الألمان المناهضين للرق بشكل صارم، وصوتت مقاطعة فيكتوريا بأغلبية ساحقة لصالح انفصال تكساس.
أدى الحرب في النهاية إلى تدمير سوق القطن. أصبح العبيد السابقين إما شركاء في الزراعة أو انتقلوا إلى المدينة، حيث أسسوا مجتمعًا وبنية اجتماعية. بعد الحرب، أراد قادة المنطقة إقامة مدارس للأمريكيين الأفارقة توجههم نحو التدريب المهني لتلبية احتياجات الأعمال في المنطقة. كان الأطفال في الصفوف من الأول إلى السابع يحضرون مجانًا، ولكن المقاومة المواطنة للتعليم المجاني أدت إلى دفع رسوم دراسية للطلاب من الصف الثامن إلى العاشر حتى عام 1906.

## القيادة المبكرة
أول مدير لمدرسة فيكتوريا للطلاب الملونين كان فريدريك دبليو. جروس، أصله من مارشال، تكساس، حاصل على درجات من عدة جامعات معروفة. شجع على السعي الأدبي وأكد على الأداء الأكاديمي بين الطلاب، وتحت قيادته خلال السنوات الست الأولى، أصبحت المدرسة معترف بها بين الكليات السوداء. في عام 1907، نجح سي. إتش. ماكجرودر جروس في المنصب. بحلول عام 1920، كان تسجيل الطلاب في برنامج ماكجرودر المفضل، قسم الفنون الصناعية، يضغط على طاقة المدرسة.

## الاعتماد الاكاديمي
على الرغم من هذه النجاحات، عندما قدمت المدرسة طلبًا للاعتماد كمدرسة تحضيرية للكلية الحكومية في عام 1932، تم رفضها. في النهاية، تم الكشف عن أن نقص المعلمين المؤهلين والمساحة ومعدات العلوم قد تم استشهادها كأسباب لفشل المدرسة في الحصول على الاعتماد. بعد سبع سنوات ومنح فدرالية، تم منح الاعتماد للمدرسة. استمرت المدرسة في الوظيفة كمدرسة حصرية للطلاب السود حتى عام 1966.

## الوضع التاريخي
المبنى الواقع في 702 شارع كونفنت الشرقي لا يخدم كمدرسة بعد الآن. في 9 ديسمبر 1986، تم تصديق الموقع من قبل السجل الوطني للأماكن التاريخية، وفي أغسطس 1986، أصبح تمثالًا تاريخيًا مسجلاً لتكساس.